# Presidente Jânio Quadros
Presidente Jânio Quadros is een gemeente in de Braziliaanse deelstaat Bahia. De gemeente telt 14.212 inwoners (schatting 2009).

## Aangrenzende gemeenten
De gemeente grenst aan Caraíbas, Condeúba, Guajeru, Maetinga, Piripá en Tremedal.